# Thüringenschanze
Il Thüringenschanze (letteralmente, in tedesco: "trampolino della Turingia"), fino al 1945 chiamato Hindenburgschanze ("trampolino Hindenburg"), era un trampolino situato a Oberhof, in Germania.

## Storia
Inaugurato nel 1928, l'impianto ha ospitato le gare di salto con gli sci e di combinata nordica dei Campionati mondiali di sci nordico del 1931. Affiancato nel 1952 dal nuovo Wadeberg, fu smantellato nel 1986.

## Caratteristiche
Il trampolino aveva un punto K 82 (trampolino normale); il primato ufficiale di distanza, 83,5 m, è stato stabilito dal tedesco orientale Jens Weißflog nel 1981.